# 에릭 판 메이르
에릭 판 메이르(네덜란드어: Eric Van Meir, 1968년 2월 28일 ~ )는 벨기에의 전 축구 선수이며, 포지션은 수비수였다.
1985년 베르험 스포르트에서 프로 무대에 데뷔했으며, 이후 1994년 스포르팅 샤를루아로 이적하였다. 그 뒤 1996년 리르서 SK로 팀을 옮겼으며, 1997년 주필러 리그 득점 3위를 기록하는 등 좋은 활약을 선보였다. 이후 2001년 스탕다르 리에주에 입단했으며, 2003년 은퇴를 선언하였다.
또한 1993년 벨기에 축구 국가대표팀에 데뷔한 뒤 2002년까지 총 34경기에 출전해 1골을 득점했으며, 세 번의 FIFA 월드컵 (1994년, 1998년, 2002년)과 UEFA 유로 2000에 국가대표팀의 일원으로 참가하였다.
은퇴 이후 리르서 SK의 코치를 역임했으며, 2010년 감독 자리를 이어받은 뒤 2011년 KV 튀른하우트의 감독으로 취임하였다. 이후 2013년 다시 리르서의 코치로 복귀했으며, 다시 팀의 감독을 맡은 뒤 2014년 베르험 스포르트의 감독으로 자리를 옮겼다.